# Adolf Fervers

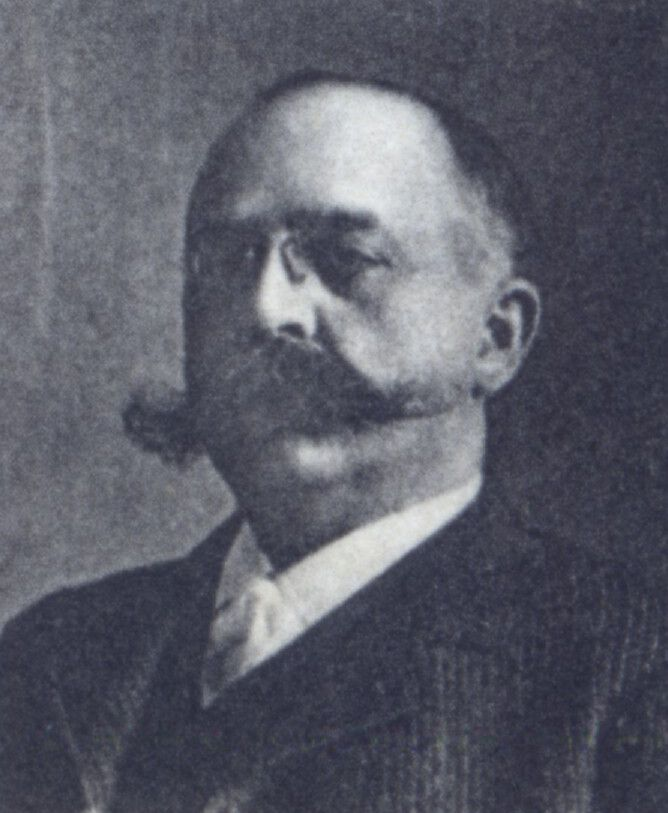
Adolf Fervers als Reichstagsabgeordneter 1912

Adolf Fervers (* 21. Mai 1862 in Kempen; † 18. Mai 1931 in Leichlingen) war Jurist, Regierungsbeamter und Mitglied des Deutschen Reichstags.

## Leben
Fervers besuchte Volksschule und Gymnasium zu Kempen und studierte Rechtswissenschaften an den Universitäten Würzburg und Bonn. 1885 wurde er Referendar, 1889 Assessor und von 1889 bis 1891 war er Professor für Strafrecht an der Universität Freiburg (Schweiz). Bis 1893 war er kommissarisch beschäftigt an den Landgerichten Aachen, Köln, Bonn und 1893 wurde er Landrichter in Elberfeld. 1895 erfolgte sein Übertritt zur Verwaltung der indirekten Steuern, wo er 1898 Regierungsrat wurde. Danach war er Geheimer Regierungsrat, Vorstand des Stempel- und Erbschaftssteueramtes Düsseldorf und Mitglied der Oberzolldirektion Köln. Er wurde ausgezeichnet mit dem Roten Adlerorden IV. Klasse.
Von 1904 bis 1908 war er Mitglied des preußischen Abgeordnetenhauses für den Wahlkreis Düsseldorf (Stadt und Land) und von 1907 bis 1918 war er Mitglied des Deutschen Reichstags für den Wahlkreis Aachen 1 (Schleiden, Malmedy, Montjoie) und die Deutsche Zentrumspartei.